# Rallycross del Portogallo

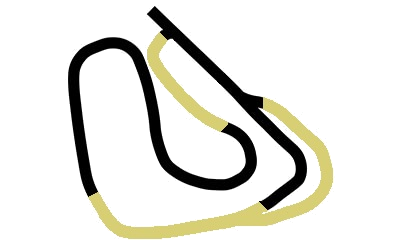
Mappa dell'Eurocircuito de Lousada, sede abituale della competizione sino al 2006

Mappa della Pista Automóvel de Montalegre, sede consueta della gara dal 2007

Il Rallycross del Portogallo (ufficialmente denominato Rallycross of Portugal), è una prova di rallycross che si svolge in Portogallo dal 1991; sino al 2006 e nel 2008 la manifestazione si tenne abitualmente sull'Eurocircuito da Costilha a Lousada, mentre dal 2007 essa di svolge regolarmente a Montalegre sulla Pista Automóvel de Montalegre. Sin dagli esordi la competizione è sede consueta di una prova del campionato europeo rallycross e dal 2014 anche del campionato del mondo rallycross.

## Sedi
| Nº edizioni | Località   | Circuito                      | Validità                   | Prima edizione | Ultima edizione |
| ----------- | ---------- | ----------------------------- | -------------------------- | -------------- | --------------- |
| 17          | Lousada    | Eurocircuito da Costilha      | Euro RX (17)               | 1991           | 2008            |
| 11          | Montalegre | Pista Automóvel de Montalegre | Euro RX (11), World RX (6) | 2007           | 2021            |

## Edizioni
Vengono indicati soltanto i vincitori nella massima categoria: Supercar (dal 2011 in poi), Division 1 (dal 1997 al 2010) e Division 2 (dal 1982 al 1996).
| Anno | Denominazione                         | Sede       | Validità | Vincitori                                                      | Auto                                                           | Scuderia                                                       |                                                |
| ---- | ------------------------------------- | ---------- | -------- | -------------------------------------------------------------- | -------------------------------------------------------------- | -------------------------------------------------------------- | ---------------------------------------------- |
| 1991 | Rallycross of Portugal 1991           | Lousada    | Euro RX  | Martin Schanche                                                | Ford RS200 E2                                                  | nd                                                             |                                                |
|      |                                       |            |          |                                                                |                                                                |                                                                |                                                |
| 1992 | Rallycross of Portugal 1992           | Lousada    | Euro RX  | Martin Schanche                                                | Ford RS200 E2                                                  | nd                                                             |                                                |
|      |                                       |            |          |                                                                |                                                                |                                                                |                                                |
| 1993 | Rallycross of Portugal 1993           | Lousada    | Euro RX  | Jean-Luc Pailler                                               | Citroën BX GTI T16 4x4                                         | nd                                                             |                                                |
|      |                                       |            |          |                                                                |                                                                |                                                                |                                                |
| 1994 | Rallycross of Portugal 1994           | Lousada    | Euro RX  | Kenneth Hansen                                                 | Citroën ZX T16 4x4                                             | Hansen Motorsport                                              |                                                |
|      |                                       |            |          |                                                                |                                                                |                                                                |                                                |
| 1995 | Rallycross of Portugal 1995           | Lousada    | Euro RX  | Bjørn Skogstad                                                 | Ford Escort RS Cosworth                                        | nd                                                             |                                                |
|      |                                       |            |          |                                                                |                                                                |                                                                |                                                |
| 1996 | Rallycross of Portugal 1996           | Lousada    | Euro RX  | Ludvig Hunsbedt                                                | Ford Escort RS2000 T16 4x4                                     | nd                                                             |                                                |
|      |                                       |            |          |                                                                |                                                                |                                                                |                                                |
| 1997 | Rallycross of Portugal 1997           | Lousada    | Euro RX  | Michael Jernberg                                               | Ford Escort RS Cosworth                                        | nd                                                             |                                                |
|      |                                       |            |          |                                                                |                                                                |                                                                |                                                |
| 1998 | Rallycross of Portugal 1998           | Lousada    | Euro RX  | Per Eklund                                                     | Saab 900 T16 4x4                                               | nd                                                             |                                                |
|      |                                       |            |          |                                                                |                                                                |                                                                |                                                |
| 1999 | Rallycross of Portugal 1999           | Lousada    | Euro RX  | Kenneth Hansen                                                 | Citroën Xsara T16 4x4                                          | Hansen Motorsport                                              |                                                |
|      |                                       |            |          |                                                                |                                                                |                                                                |                                                |
| 2000 | Rallycross of Portugal 2000           | Lousada    | Euro RX  | Per Eklund                                                     | Saab 9-3 T16 4x4                                               | nd                                                             |                                                |
|      |                                       |            |          |                                                                |                                                                |                                                                |                                                |
| 2001 | Rallycross of Portugal 2001           | Lousada    | Euro RX  | Kenneth Hansen                                                 | Citroën Xsara WRC                                              | Hansen Motorsport                                              |                                                |
|      |                                       |            |          |                                                                |                                                                |                                                                |                                                |
| 2002 | Rallycross of Portugal 2002           | Lousada    | Euro RX  | Kenneth Hansen                                                 | Citroën Xsara WRC                                              | Hansen Motorsport                                              |                                                |
|      |                                       |            |          |                                                                |                                                                |                                                                |                                                |
| 2003 | Rallycross of Portugal 2003           | Lousada    | Euro RX  | Kenneth Hansen                                                 | Citroën Xsara T16 4x4                                          | Hansen Motorsport                                              |                                                |
|      |                                       |            |          |                                                                |                                                                |                                                                |                                                |
| 2004 | Rallycross of Portugal 2004           | Lousada    | Euro RX  | Morten Bermingrud                                              | Citroën Xsara T16 4x4                                          | nd                                                             |                                                |
|      |                                       |            |          |                                                                |                                                                |                                                                |                                                |
| 2005 | Rallycross of Portugal 2005           | Lousada    | Euro RX  | Kenneth Hansen                                                 | Citroën Xsara T16 4x4                                          | Hansen Motorsport                                              |                                                |
|      |                                       |            |          |                                                                |                                                                |                                                                |                                                |
| 2006 | Rallycross of Portugal 2006           | Lousada    | Euro RX  | Kenneth Hansen                                                 | Citroën C4 T16 4x4                                             | Hansen Motorsport                                              |                                                |
|      |                                       |            |          |                                                                |                                                                |                                                                |                                                |
| 2007 | Rallycross of Portugal 2007           | Montalegre | Euro RX  | Lars Larsson                                                   | Škoda Fabia T16 4x4                                            | nd                                                             |                                                |
|      |                                       |            |          |                                                                |                                                                |                                                                |                                                |
| 2008 | Rallycross of Portugal 2008           | Lousada    | Euro RX  | Ludvig Hunsbedt                                                | Volvo S40 T16 4x4                                              | nd                                                             |                                                |
|      |                                       |            |          |                                                                |                                                                |                                                                |                                                |
| 2009 | Rallycross of Portugal 2009           | Montalegre | Euro RX  | Andréas Eriksson                                               | Ford Fiesta T16 4x4                                            | nd                                                             |                                                |
|      |                                       |            |          |                                                                |                                                                |                                                                |                                                |
| 2010 | Rallycross of Portugal 2010           | Montalegre | Euro RX  | Michael Jernberg                                               | Škoda Fabia T16 4x4                                            | nd                                                             |                                                |
|      |                                       |            |          |                                                                |                                                                |                                                                |                                                |
| 2011 | Rallycross of Portugal 2011           | Montalegre | Euro RX  | Tanner Foust                                                   | Ford Fiesta T16 4x4                                            | nd                                                             |                                                |
|      |                                       |            |          |                                                                |                                                                |                                                                |                                                |
| 2013 | Rallycross of Portugal 2013           | Montalegre | Euro RX  | Liam Doran                                                     | Citroën DS3                                                    | nd                                                             |                                                |
|      |                                       |            |          |                                                                |                                                                |                                                                |                                                |
| 2014 | Bompiso Rallycross of Montalegre 2014 | Montalegre | World RX | Petter Solberg                                                 | Citroën DS3                                                    | PS 110% AB                                                     |                                                |
| 2014 | Bompiso Rallycross of Montalegre 2014 | Montalegre | Euro RX  | Gara valida soltanto per le categorie Super1600 e Touring Car. | Gara valida soltanto per le categorie Super1600 e Touring Car. | Gara valida soltanto per le categorie Super1600 e Touring Car. |                                                |
|      |                                       |            |          |                                                                |                                                                |                                                                |                                                |
| 2015 | Bompiso Rallycross of Portugal 2015   | Montalegre | World RX | Johan Kristoffersson                                           | Volkswagen Polo                                                | Volkswagen Team Sweden                                         |                                                |
| 2015 | Bompiso Rallycross of Portugal 2015   | Montalegre | Euro RX  | Gara valida soltanto per la categoria Super1600.               | Gara valida soltanto per la categoria Super1600.               | Gara valida soltanto per la categoria Super1600.               |                                                |
|      |                                       |            |          |                                                                |                                                                |                                                                |                                                |
| 2016 | Rallycross of Portugal 2016           | Montalegre | World RX | Petter Solberg                                                 | Citroën DS3                                                    | Petter Solberg World RX Team                                   |                                                |
| 2016 | Rallycross of Portugal 2016           | Montalegre | Euro RX  | Gara valida soltanto per la categoria Super1600.               | Gara valida soltanto per la categoria Super1600.               | Gara valida soltanto per la categoria Super1600.               |                                                |
|      |                                       |            |          |                                                                |                                                                |                                                                |                                                |
| 2017 | Rallycross of Portugal 2017           | Montalegre | World RX | Mattias Ekström                                                | Audi S1                                                        | EKS Performance AB                                             |                                                |
| 2017 | Rallycross of Portugal 2017           | Montalegre | Euro RX  | Gara valida soltanto per la categoria Super1600.               | Gara valida soltanto per la categoria Super1600.               | Gara valida soltanto per la categoria Super1600.               |                                                |
|      |                                       |            |          |                                                                |                                                                |                                                                |                                                |
| 2018 | Bompiso Rallycross of Portugal 2018   | Montalegre | World RX | Johan Kristoffersson                                           | VW Polo R                                                      | PSRX Volkswagen Sweden                                         |                                                |
| 2018 | Bompiso Rallycross of Portugal 2018   | Montalegre | Euro RX  | Gara valida soltanto per la categoria Super1600.               | Gara valida soltanto per la categoria Super1600.               | Gara valida soltanto per la categoria Super1600.               |                                                |
|      |                                       |            |          |                                                                |                                                                |                                                                |                                                |
| 2020 | Rallycross of Portugal 2020           | Montalegre | World RX | Cancellato a causa della pandemia di COVID-19.                 | Cancellato a causa della pandemia di COVID-19.                 | Cancellato a causa della pandemia di COVID-19.                 | Cancellato a causa della pandemia di COVID-19. |
| 2020 | Rallycross of Portugal 2020           | Montalegre | Euro RX  | Cancellato a causa della pandemia di COVID-19.                 | Cancellato a causa della pandemia di COVID-19.                 | Cancellato a causa della pandemia di COVID-19.                 | Cancellato a causa della pandemia di COVID-19. |
|      |                                       |            |          |                                                                |                                                                |                                                                |                                                |
| 2021 | Cooper Tires RX of Montalegre 2021    | Montalegre | World RX | Niclas Grönholm                                                | Hyundai i20                                                    | GRX-Set World RX Team                                          |                                                |
| 2021 | Cooper Tires RX of Montalegre 2021    | Montalegre | Euro RX  | Gara valida soltanto per la categoria RX3.                     | Gara valida soltanto per la categoria RX3.                     | Gara valida soltanto per la categoria RX3.                     |                                                |